# Ignacy Sariusz Stokowski
Ignacy Sariusz Stokowski herbu Jelita – wojski mniejszy orłowski w latach 1783–1793, wojski mniejszy brzeziński w latach 1779–1783, konsyliarz konfederacji targowickiej z powiatu orłowskiego.